# Litteratursiden.dk
Litteratursiden.dk er de danske biblioteker fælles site om litteratur.
Litteratursiden.dk tilbyder information og ressourcer om ny og ældre skønlitteratur og faglitteratur for børn og voksne. Sitet har anmeldelser, lister, temaer, forfatterportrætter, artikler og analyser.
Litteratursiden.dk blev lanceret i 2002 af en håndfuld folkebiblioteker som ville formidle litteratur digitalt. Fælles for de fem lokale initiativer var, at idéen var opstået hos bibliotekarer og havde rod i de spørgsmål, som de fik fra lånerne. Initiativerne bestod af forfatterportrætter, anmeldelser, lister, temaer og analyser. Indholdstyper som stadig udgør grundstenen på Litteratursiden, og har til formål at inspirere den enkelte bruger og være et redskab i formidlingen på bibliotekerne. 
I år 2000 gik de fem biblioteker sammen for at forene kræfterne i udviklingen af Litteratursiden i forbindelse med, at idéen fik opbakning og økonomisk støtte fra Kulturstyrelsen. I 2002 blev Litteratursiden officielt åbnet af den daværende kulturminister, Brian Mikkelsen. 
Fra 2002 til udgangen af 2023 fik Litteratursiden driftstilskud fra Slots- og Kulturstyrelsen og var organiseret af Foreningen Litteratursiden som bestod af 91 af landets 98 kommuner.  
Litteratursiden blev fra den 1. januar 2024 en del af det samlet bibliotekstilbud Det Digitale Folkebibliotek. Foreningen Det Digitale Folkebibliotek er en sammenslutning af folkebibliotekerne i alle landets kommuner samt Grønland, Færøerne og Sydslesvig. 
Det daglige arbejde med drift og udvikling af bibliotekernes litteratursite varetages af Litteratursidens redaktion i Aarhus. Medarbejdere fra en række folkebiblioteker i landet bidrager til Litteratursidens anmeldelser. 
Litteratursiden.dk formål er at inspirere, at give ideer til læsning, at gå bag om litteraturen og dens skabere - samt at tilbyde adgang til danskernes nationale kulturarv: Litteraturen. 
litteratursiden.dk lukker 1. juli 2024.

## Ekstern henvisning
- Litteratursiden.dk